# Technirama

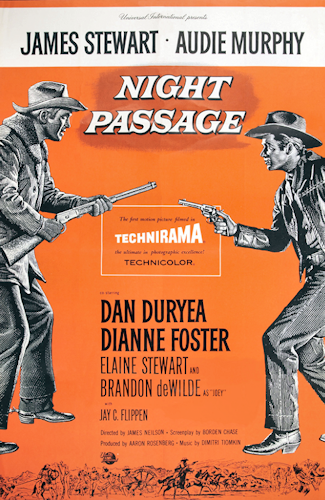
Cartel original de la película rodada en Technirama Night Passage - 1957

El Technirama es un procedimiento de filmación cinematográfica de pantalla ancha que utilizaba la estructura del VistaVision, con el paso horizontal de una película de 35 mm a través de la cámara, con fotogramas de ocho perforaciones. La imagen era  anamorfizada a través de procedimientos ópticos para su proyección en CinemaScope con una relación de aspecto de 1:2,35 en 35 mm de proyección vertical. El resultado era una imagen de buena definición y calidad. Fue desarrollado por la Technicolor Motion Picture Corporation y se utilizó desde mediados de la década de los cincuenta hasta mediados de los sesenta del siglo XX.
Algunos de los filmes realizados con este procedimiento fueron: Night Passage (La última bala, 1957) dirigido por James Neilson; The Music Man (Vivir de ilusión, 1962), dirigido por Morton de Costa.

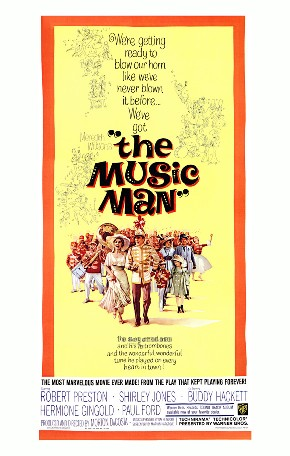
Cartel original de la película rodada en Techirama The Music Man 1962